# Giovanni Agostino De Marini
Giovanni Agostino De Marini a été le 105e doge de Gênes du 14 août 1641 au 19 juin 1642, date de sa mort avant la fin normale de son mandat de deux ans.